# 윤성회
윤성회는 영국에서 거주하거나 활동하는 성균관대학교 졸업자들의 동문회이다.

## 설명
영국 도시 런던(London)을 한자로 음차표기한 "륜돈(倫敦)"이라는 단어와 "성균관대학교(成均館大學校)"의 각 앞글자를 따서 "윤성회(倫成會)"라고 명명하였다.
법인화 혹은 영국 정부 자선단체(charity)로 등록된 조직은 아니나, 매년 상반기와 하반기에 런던 또는 뉴몰든에서 모임을 열어 친목을 도모하고 의견을 모은다.
1990년 대와 2000년 대 초반에는 참가자가 20여 명을 가뿐히 넘고 심지어 런던 시내에서 총회를 열기도 하고 템즈강 유람선을 대여하여 모임을 여는 일도 잦았다. 2010년 대 이후에는 10-20명 사이의 인원이 모이는 것으로 인원이 다소 줄었으나, 연례행사는 계속 유지되고 있다.
참가자들은 1980년 대 이후 영국에 장기간 거주하거나 영주권을 취득한 성균관대 동문들이 대부분이고, 수년간 영국(주로 런던)에서 개인사업 혹은 대기업 영국법인에 파견된 기업인들이다. 연령대도 30대에서 고령까지 폭이 넓다. 영국에서 대학원 유학중인 20대-30대 대학원생들도 소수 참석한다. 런던 홀본에 있는 유명 일식점, 한식점 사장, 한국 대기업 및 금융기업의 런던지사장/유럽법인장 등이 대표적이다.